# Fay Wray
Vina Fay Wray, kanadsko-ameriška igralka, * 15. september 1907, Cardson, † 8. avgust 2004, New York.
Wrayeva je najbolj znana po vlogi Ann Darrow v filmu King Kong iz leta 1933. Skozi šestdesetletno kariero se je najbolj uveljavila kot igralka v grozljivkah.
Prvo pogodbo je sklenila že kot najstnica s Paramount Pictures. V tem času je igrala v več kot 12 filmih, po prekinitvi pogodbe pa je v nadaljevanju kariere sklenila pogodbe z več različnimi studiji. Svojo najbolj odmevno vlogo je odigrala v času, ko je imela pogodbo sklenjeno z RKO Radio Pictures, Inc. Za nastop v King Kongu je prejela 10.000 ameriških dolarjev. Proti koncu kariere je nastopala tudi v televizijskih filmih. Upokojila se je leta 1980.